# Holly Hughes
Holly Hughes, född 9 december 2007, är en brittisk konstsimmare.

## Karriär
Vid EM 2024 i Belgrad var Hughes en del av Storbritanniens lag som tog brons i det fria lagprogrammet. Vid junior-EM 2024 i Cottonera tog hon brons tillsammans med Ranjuo Tomblin i det fria programmet för mixade par.
Vid konstsim-EM 2025 i Funchal tog Hughes brons i det fria programmet för mixade par tillsammans med Ranjuo Tomblin.